# Домский, Игорь Александрович
Домский Игорь Александрович (род. 15 сентября 1958, Киров) — российский учёный и общественный деятель, доктор ветеринарных наук, профессор, лауреат премии Правительства РФ в области науки и техники, заслуженный работник охотничьего хозяйства РФ. Директор ВНИИОЗ им. проф. Б. М. Житкова. Член-корреспондент Российской академии наук (2019).

## Биография
Родился 15 сентября 1958 года в городе Киров.
В 1975 г. поступил на учёбу в Кировский сельскохозяйственный институт (ныне Вятская государственная cельскохозяйственная академия), где получил два высших образования, в 1980 г. по специальности — ветеринарный врач, а в 1983 г. по специальности — биолог-охотовед.
В 1980 г. на работу по распределению был направлен во Всесоюзный научно-исследовательский институт охотничьего хозяйства и звероводства (ВНИИОЗ) им. проф. Б. М. Житкова. Трудовую деятельность в институте начал врачом — эпизоотологом, далее по конкурсу избирался на должности младшего (1983 г.), научного (март 1989 г.) и старшего научного сотрудника (сентябрь 1989 г.).
Закончив заочную аспирантуру в ВГНКИ ветпрепаратов в 1989 г. защитил кандидатскую, а в 2003 г. докторскую диссертацию.
За 40-летний период научной работы И. А. Домский выполнил ряд приоритетных научных разработок, позволивших ему стать одним из ведущих ученых и специалистов в области ветеринарной медицины, звероводства и охотоведения.
В 1993 г. назначен на должность заместителя директора института по научной работе, одновременно руководил работой отдела звероводства (с октября 1998 г.), в 2005 г. назначен директором института.
В 2011 г. Высшая аттестационная комиссия Минобранауки РФ присвоила ему ученое звание профессора.
В 2019 году был избран членом-корреспондентом РАН в отделение сельскохозяйственных наук, секция зоотехнии и ветеринарии.
В 2015 и в 2020 годах по конкурсу коллективом института избирался и был утвержден учредителями в должности директора на очередной срок, работает по настоящее время.

## Научные разработки
Научные исследования И. А. Домского посвящены разработке новых и совершенствованию существующих средств и методов специфической профилактики опасных инфекционных болезней пушных зверей.
При его непосредственном участии разработан ряд ассоциированных профилактических препаратов для звероводства против чумы плотоядных, парвовирусного энтерита, ботулизма, аденовирозов, сальмонеллеза. Биопрепараты внедрены в производство и широко используются на практике в России и странах СНГ. Научные разработки, выполненные И. А. Домским, соответствуют мировому уровню, после внедрения их в производство прекращен импорт дорогих зарубежных биопрепаратов в страну. За выполнение научных исследований, внедрение результатов в производство и их экономическую эффективность И. А. Домский в составе авторского коллектива в 1997 г. удостоен звания Лауреата премии Правительства Российской Федерации в области науки и техники. Под руководством И. А. Домского проводятся исследования по изучению особо опасных болезней в природных очагах бешенства, чумы плотоядных, иксодовых клещевых боррелиозов, гриппа птиц, африканской чумы кабанов. Он участвует в работах, направленных на повышение эффективности ведения охотничьего хозяйства и звероводства, рационального использования природных ресурсов и поддержание биоразнообразия.
И. А. Домский — автор (соавтор) 239 научных работ, из которых 51 опубликована за рубежом, имеет 11 авторских свидетельств и патентов на изобретения РФ, является автором 2 монографий, учебника, а также методических рекомендаций, указаний и нормативных документов. Под его редакцией выпущено 6 сборников научных трудов. С 1995 г. он — постоянный участник Международных научных конгрессов биологов-охотоведов (IUGB) и научных сотрудников, работающих в звероводстве (IFASA), а также других научных форумов. Неоднократно входил в состав международных научных комитетов. Является председателем Ученого и диссертационного советов при институте по защите кандидатских и докторских диссертаций.
Под руководством Домского И. А. защищено 6 кандидатских и докторская диссертации, в настоящее время он является научным консультантом работ 2 соискателей. Научную работу до 2013 года совмещал с преподаванием на биологическом факультете ВГСХА в качестве профессора кафедры, в последние годы — председатель экзаменационных и аттестационных госкомиссий. Домский И. А. до 2014 г. был членом экспертного совета ВАК по зооветеринарным наукам.
По решению Отделения сельскохозяйственных наук РАН по направлению зоотехния и ветеринария входит в состав научного, экспертного советов и методической комиссии по пушному звероводству, кролиководству и охотничьему хозяйству.

## Общественная деятельность
И. А. Домский член экспертного совета по зоотехническим и ветеринарным наукам Высшей аттестационной комиссии Министерства образования и науки РФ и двух специализированных диссертационных советов. Он известный в стране специалист и эксперт Всероссийской категории по охотничьему собаководству, является членом Президиума и Квалификационной комиссии Российской Федерации по охотничьему собаководству, председателем Волго-Вятского межрегионального Совета экспертов по охотничьему собаководству и членом других научно-технических советов, комиссий, секций.

## Награды и признание
- Премия Правительства Российской Федерации в области науки и техники (в составе группы, за 1996 год) — за работу «Специфическая профилактика и диагностика инфекционных заболеваний пушных зверей»
- За заслуги в области охотничьего хозяйства он удостоен почетных званий «Заслуженный работник охотничьего хозяйства России» (2005), «Почетный член Всероссийской ассоциации Росохотрыболовсоюз» и Кировского ОООиР. И. А. Домский является Почетным членом Германского научного общества исследования охоты и дичи.
- Он неоднократно отмечен дипломами и грамотами Минсельхоза РФ Российской академии сельскохозяйственных наук, ФАНО России, Правительства Кировской области и города Кирова, др. организаций. А также награждён многими общественными наградами и премиями: медалями им. К. А. Тимирязева, С. А. Бутурлина, Святого Георгия Победоносца, медалями ВДНХ и ВВЦ.

## Семья
Жена — Домская Татьяна (род.1959). Дети — Олег (род. 1980), Дмитрий (род. 1994). Внуки — Александра (род. 2007), Кирилл (род. 2013), Полина (род. 2019), Варвара (род. 2024).